# Großbirkach
Großbirkach ist ein Gemeindeteil des Marktes Ebrach im oberfränkischen Landkreis Bamberg.

## Geografische Lage
Das Pfarrdorf liegt im Steigerwald in einer südlichen Ausbuchtung des Ebracher Gemeindegebietes, etwa 5,5 km südlich von Ebrach. Nördlich liegt der Ebracher Gemeindeteil Buch, nordöstlich der Winkelhof. Im Osten beginnt mit dem Dorf Ilmenau das Gebiet des Marktes Geiselwind im unterfränkischen Landkreis Kitzingen. Im Süden liegt der Geiselwinder Gemeindeteil Füttersee. Südwestlich liegen Kleinbirkach und der Birkenhof auf Ebracher Gebiet, der Westen wird von Geiselwind-Ebersbrunn eingenommen.

## Geschichte
Großbirkach wurde an einem wichtigen Kreuzungspunkt zweier Handelsstraßen zwischen Ebrach und Geiselwind gegründet. Es war ein früher Mittelpunkt der Christianisierung im Steigerwald. Um 815 entstand eine kleine Kirche oberhalb des Dorfes, die lange Zeit zur Großpfarrei Schwarzach gehörte. Das Dorf gehörte lange zum  Einflussbereich des Klosters Münsterschwarzach.
Noch 1325 wurde Großbirkach als Hochbirkach bezeichnet, später setzte sich die Bezeichnung Kirchbirkach durch. Im 14. Jahrhundert waren dort die Herren von Thüngfeld von Schönbach als Lehensträger der Mönche eingesetzt. Hermann von Thüngfeld erhielt von Abt Johannes I. das Dorf. Im 15. Jahrhundert nahm der Einfluss der Zisterziensermönche von Ebrach im Dorf immer stärker zu. Zwischen 1420 und 1428 wurde Großbirkach Teil der Ebracher Klosterherrschaft.
Die Mönche verkauften ihr Lehen im Jahr 1533 an die Herren von Crailsheim zu Altenschönbach, die bald darauf die Reformation im Ort einführten. Großbirkach lag auch in der Frühen Neuzeit im Grenzbereich mehrerer Herrschaften. So erstreckte sich auch die Zent Burghaslach der Grafen zu Castell auf das Dorf. Am 1. Januar 1972 wurde die bis dahin selbstständige Gemeinde Großbirkach mit ihrem Gemeindeteil Kleinbirkach nach Ebrach eingemeindet.

## Baudenkmäler
Die evangelisch-lutherische Pfarrkirche St. Johannis als Nachfolgebau der alten Kirche liegt etwas außerhalb des Dorfes auf einer kleinen Erhebung. Sie war eine Missionskirche, dort lag lange Zeit der ummauerte Friedhof für die Orte der Umgebung. Der frühromanische Kirchturm ist das älteste Bauteil, aus der gleichen Zeit stammen die figürlichen Reliefsteine neben den Schallfenstern. Eine Besonderheit stellt das „normannische“ Zickzackfries an der Einfassung des Seitenportals dar. Es erinnert an die Adamspforte des Bamberger Doms.
Im Chorraum der Kirche befindet sich die wahrscheinlich älteste Steinplastik Frankens von 1030 n.Chr. Ähnlich wie das Dimbacher Kreuzigungsrelief, entstand das Johannesrelief im 11. Jahrhundert und wurde wohl in der Werkstatt des Klosters Münsterschwarzach hergestellt. Zwei Lehensmänner des Klosters umrahmen den heiligen Johannes. Eine Inschrift oberhalb der Figuren verweist auf den damaligen Herren „WOLFHERUS ABBAS“ (Abt Wolfher) von Münsterschwarzach.

## Infrastruktur
Der Ort ist von Landwirtschaft und Forstbetrieb geprägt.
Er wird von der Staatsstraße 2258 durchquert. 3 km südlich liegt der Markt Geiselwind mit der gleichnamigen Auffahrt (AS 76) auf die Autobahn Bundesautobahn 3.